# Ylläslompolo
Ylläslompolo är en sjö i Finland. Den ligger i kommunen Kolari i landskapet Lappland, i den norra delen av landet, 800 km norr om huvudstaden Helsingfors. Ylläslompolo ligger 193,7 meter över havet.Arean är 68,6 hektar och strandlinjen är 4,07 kilometer lång. Sjön  ingår i Torne älvs huvudavrinningsområde. 
I övrigt finns följande vid Ylläslompolo:
- Ylläsjärvi (en sjö)